# インディード!
『インディード!』（Indeed!）は、アメリカ合衆国のジャズ・トランペット奏者、リー・モーガンが1956年に録音・1957年に発表した、初のスタジオ・アルバム。

## 解説
モーガンは1956年、同郷のベニー・ゴルソンの推薦によってディジー・ガレスピー・オーケストラの正式メンバーとなり、同年にはニューヨークのジャズ・シーンで注目を集め、11月4日にブルーノートで本作を録音した。そして、翌日にはサヴォイで次作『イントロデューシング・リー・モーガン』の録音を始めている。ホレス・シルヴァー作曲の「ロッカス」は、元々はルー・ドナルドソン・カルテット（シルヴァーも参加）のセッションに提供された曲で、ドナルドソンのヴァージョンは1952年6月20日に録音され、後にアルバム『ルー・ドナルドソン・カルテット・クインテット・セクステット』にも収録された。
マーク・デイヴィスは2015年、All About Jazzにおいて5点満点中3点を付け「奏者たちは偉大だが、音楽的にはごく普通で、リーダーがまだ若かったことを考えれば、特に驚くべきことではない」「良いレコードであり、私のようなハード・バップのファンであれば気に入ることだろう」と評している。

## 収録曲
1. ロッカス - "Roccus" (Horace Silver) - 8:18
2. レジー・オブ・チェスター - "Reggie of Chester" (Benny Golson) - 4:55
3. ザ・レディ - "The Lady" (Owen E. Marshall) - 6:47
4. リトルT - "Little T" (Donald Byrd) - 8:23
5. ガザ・ストリップ - "Gaza Strip" (O. E. Marshall) - 3:56
6. スタンド・バイ - "Stand By" (B. Golson) - 5:51

### 2007年リマスターCDボーナス・トラック
1. リトルT（別テイク） - "Little T (Alternate Take)" (D. Byrd) - 8:07

## 参加ミュージシャン
- リー・モーガン - トランペット
- クラレンス・シャープ - アルト・サクソフォーン
- ホレス・シルヴァー - ピアノ
- ウィルバー・ウェア - ベース
- フィリー・ジョー・ジョーンズ - ドラムス